# Batalla de la Roche-aux-Moines

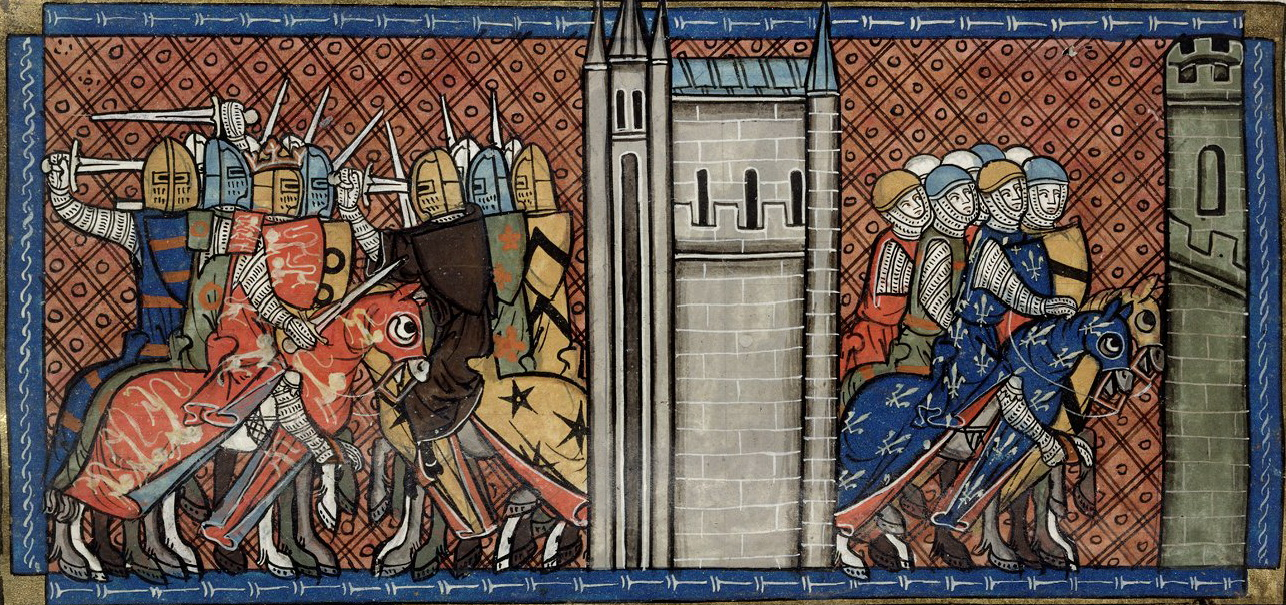
Batalla de la Roche-aux-Moines
Juan sin Tierra (izquierda) contra Luis VIII de Francia (derecha)

En 1214, Juan sin Tierra (por entonces rey de Inglaterra) estaba aliado con el emperador del Sacro Imperio Romano Germánico Otón IV, y atacó al reino de Francia. Su objetivo era París. Mientras que los ingleses atacaban a los franceses por el sur, las huestes imperiales tenían el campo libre para atacar a la capital por el norte.
El 16 de febrero de 1214, el rey inglés desembarcó con sus tropas en La Rochelle. Alertado Felipe Augusto, rey de Francia, descendió, con toda rapidez hasta Châtellerault con su hijo, el príncipe Luis, futuro Luis VIII de Francia. Juan sin Tierra apercibiéndose del desplazamiento de los franceses inició una maniobra de repliegue con la intención de engañar a sus enemigos y tratar de alejarlos, todo lo posible, de París. Sin embargo, Felipe Augusto advirtió la maniobra y detuvo su ejército en Chinon. Para hacer frente al ataque de Otón IV por el Norte, Felipe Augusto, dividió su ejército en dos a fin de prevenir las dos amenazas que se cernían sobre su reino. Felipe Augusto marcharía hacia el Norte para enfrentarse al emperador, en tanto que su hijo Luis iría hacia el Sur para luchar contra los ingleses.
Para evitar que quedara cerrada cualquier vía de escape en caso de derrota delante de la capital francesa, el rey de Inglaterra tomó la decisión de asaltar la fortaleza de la Roche-aux-Moines, en vez de evitarla. Desde ese lugar Juan sin Tierra podría dirigirse a París con más tranquilidad, sin tener que retroceder constantemente si Luis les atacaba y perseguía.
La fortaleza de la Roche-aux-Moines, estaba gobernada por Guillaume des Roches el senescal de Anjou, celoso vigilante de la misma que estaba determinado a no ceder ante el ejército inglés.
El príncipe Luis llegó cuando comenzó el asedio, el 2 de julio de 1214, Juan sin Tierra, calculando el peligro, huyó sin presentar combate dejando en el lugar sus armas de asedio.
En conclusión, la batalla de la Roche-aux-Moines permitió que Francia consolidara sus posiciones en el Sur, y debilitó las fuerzas inglesas, quedándose con las armas de asalto que les sirvieron para conquistar otras plazas fuertes.
- Datos: Q1575254